# حظوظ بيركن واربيك
حظوظ بيركن واربيك: قصة (بالإنجليزية: The Fortunes of Perkin Warbeck: A Romance)‏ هي رواية تاريخية نشرت عام 1830 بقلم ماري شيلي عن حياة بيركن واربيك. يأخذ الكتاب وجهة نظر يوركية وينطلق من فكرة أن بيركن واربيك توفي في مرحلة الطفولة، أن المحتال المفترض كان في الواقع ريتشارد شروزبري. يوصف هنري السابع ملك إنجلترا مرارا بأنه «شيطان» يكره إليزابيث يورك، وهي زوجته وأخت ريتشارد، وذكر الملك المستقبلي هنري الثامن مرتين فقط في الرواية، ويظهر بشكل شاب دنيء يؤذي الكلاب. وتذكر شيلي في المقدمة أن سجلات برج لندن، فضلا عن تواريخ من إدوارد هول، رافائيل هولينزهيد، فرانسيس بيكون، وخطابات السير جون رامزي لهنري السابع التي يتم طباعتها في ملحق التاريخ اسكتلندا بقلم جون بينكرتون تؤكد هذه الحقيقة. يبدأ كل فصل باقتباس. ويستهل الكتاب بأكمله مع اقتباس باللغة الفرنسية من أقوال جورج شاستيلان وجان مولينيه.